# 大分県高等学校教職員組合
大分県高等学校教職員組合（おおいたけんこうとうがっこうきょうしょくいんくみあい、略称：大分県高教組（おおいたけんこうきょうそ））は、大分県の県立学校に勤務する教員、学校職員の労働組合である。
日本教職員組合、連合大分、大分県平和運動センターの加盟組織である。

## 歴史
もとは大分県教職員組合に所属したが、日本高等学校教職員組合の設立に伴い発足し、日高教に加盟した。しかし、日高教から再び日教組に加盟した。その際、日教組加盟反対派と対立し、加盟と同時に分裂、反対派は大分県公立高等学校教職員組合を発足させた。現在では大分県教職員組合と共闘関係にある。

## 支持政党
公立小中学校の教職員で組織する大分県教職員組合や、他の県平和センター加盟組織と同様、基本的には社民党を支持している。選挙で社民党系候補がいない場合は、立憲民主党または国民民主党系候補を支持することが多いが、社民党系候補と国民民主党系候補が並立した場合には、社民党系候補を支持することが多い。